# Philautus rhododiscus
Philautus rhododiscus és una espècie de granota que es troba a la Xina i a Vietnam.
Està amenaçada d'extinció per la pèrdua del seu hàbitat natural.